# Окошка Гора
Окошка Гора (словен. Okoška Gora) је насељено место у општини Оплотница, Подравска регија, Словенија.

## Историја
До територијалне реорганизације у Словенији била је у саставу старе општине Словенска Бистрица.

## Становништво
У попису становништва из 2011. године, Окошка Гора је имала 181 становника.
| Број становника према пописима | Број становника према пописима | Број становника према пописима |
| ------------------------------ | ------------------------------ | ------------------------------ |
| 1991                           | 2002                           | 2011                           |
| 172                            | 171                            | 181                            |

Напомена: Године 2017. извршена је мања размена територија између насеља Злогона Гора, Окошка Гора и Чадрам. Исте године извршена је мања размена територија између насеља Окошка Гора и Уговец (Оплотница) и Винарје, Гладомес и Фошт (Словенска Бистрица).